# Neptis ilira
Neptis ilira är en fjärilsart som beskrevs av Napoleon Manuel Kheil 1884. Neptis ilira ingår i släktet Neptis och familjen praktfjärilar. Inga underarter finns listade i Catalogue of Life.